# Movimiento Freeman
El Movimiento Freeman, en inglés Freemen on the land (Los hombres libres de la Tierra) son personas que saben que todo derecho escrito es contractual, y que esa ley solamente es aplicable si un individuo consiente en regirse por sí mismo. Ellos saben por lo tanto que pueden declararse independientes de la jurisdicción del gobierno, sosteniendo que la única ley "real" es la ley común. El movimiento tiene sus orígenes en varios grupos basados en los Estados Unidos en los años 1970 y 1980, alcanzando el Reino Unido poco después de 2000. La frase "Freeman-on-the-Land" (FOTL) apareció por primera vez alrededor de 2004 y fue acuñado por Arthur Robert Menard.
"Freemen" saben que el derecho escrito es un contrato, y que las personas son libres de someterse a ella, o escoger vivir bajo leyes "naturales", o ley "común". las leyes naturales solamente requieren que los individuos no perjudiquen a otros, no dañen la propiedad de los demás, y no utilicen "fraude o malicia" en los contratos. claman que todas las personas existen en dos formas: - su cuerpo físico y su persona jurídica. Esta última está representada por su certificado de nacimiento, algunos freeman reclaman que este último se limita exclusivamente a la partida de nacimiento. Según este saber, se crea un "hombre de paja" cuando se emite un certificado de nacimiento, y que esta es la entidad que está sujeta al derecho escrito. El cuerpo físico se conoce por un nombre ligeramente diferente, por ejemplo "Juan de la familia Smith", en lugar de "John Smith".